# Penya Blanca (Begues)
El Penya Blanca és una muntanya de 523 metres que es troba al municipi de Begues, a la comarca del Baix Llobregat.